# Rovinari
Rovinari je město v Rumunsku v župě Gorj. Nachází se asi 23 km jihozápadně od města Târgu Jiu, 87 km severozápadně od města Craiova a asi 310 km severozápadně od Bukurešti. V roce 2011 žilo ve městě 11 816 obyvatel, Rovinari je tak třetím největším městem župy Gorj.
Městem protéká řeka Râul Jiu, která je zdrojnicí řeky Jiu. K městu náleží rovněž vesnice Vârț. Prochází zde rychlostní silnice DN66. Ve městě se nachází kostel svatého apoštola Ondřeje, kostel křesťanských baptistů a ortodoxní katedrála.
Nedaleko města se nachází uhelná elektrárna a velké množství povrchových i podzemních dolů sloužících k těžbě hnědého uhlí. Rovinari se stalo městem až v roce 1981, díky tzv. rumunskému programu systematizace venkova.